# Childrey
Childrey är en ort och civil parish i Storbritannien.   Den ligger i grevskapet Oxfordshire och riksdelen England, i den södra delen av landet, 90 km väster om huvudstaden London. Childrey ligger 108 meter över havet och antalet invånare är 510.
Terrängen runt Childrey är huvudsakligen platt, men västerut är den kuperad. Terrängen runt Childrey sluttar norrut. Runt Childrey är det ganska tätbefolkat, med 207 invånare per kvadratkilometer. Närmaste större samhälle är Abingdon, 16,6 km nordost om Childrey. Trakten runt Childrey består till största delen av jordbruksmark.